# Johann Georg Allgeyer d. J.
Johann Georg Allgeyer d. J. (*  um 1719 in Hofen; † 1806 ebenda) war ein deutscher Orgelbauer.

## Leben
Allgeyer entstammte der weit bekannten Hofener Orgelbauer-Dynastie Allgeyer. Er war Sohn des Hofener Orgelbauers Johann Georg Allgeyer d. Ä. und Bruder des in Wasseralfingen wirkenden Orgelbauers Joseph Allgeyer, sowie des Schreiners Johannes Allgeyer (1712–1782). 1749 heiratete er seine ebenfalls aus Hofen stammende Ehefrau Anna Barbara Graule. Die Ehe blieb kinderlos.
Nach dem Tode seines Vaters übernahm er den Orgelbaubetrieb in Hofen und führte ihn zeitlebens erfolgreich weiter. Zu seinen Werken zählen die barocke Orgel der Peter-und-Paul-Kirche im heute zu Crailsheim gehörigen Altenmünster 1752, die Fachsenfelder Orgel 1755, die Unterriffinger 1758, die 1913 außer Dienst gestellte in Amlishagen von 1763, sowie die Orgel der Wallfahrtskirche Unterkochen 1768/70. Weiterhin restaurierte und reparierte er bestehende Orgelwerke und baute diese um.
Mit seinem Tod 1806 ging der Orgelbau in Hofen in Ermangelung eines Nachfolgers zu Ende.